# Pultenaea obcordata
Pultenaea daphnoides là một loài thực vật có hoa trong họ Đậu. Loài này được (R.Br.) Benth. miêu tả khoa học đầu tiên.